# Agastoschizomus lucifer
Espèce
Agastoschizomus lucifer est une espèce de schizomides de la famille des Protoschizomidae.

## Distribution
Cette espèce est endémique de l'État de San Luis Potosí au Mexique,. Elle se rencontre dans les grottes Sótano de la Tinaja, Sótano de la Matapalma et Sótano de Yerbaniz.

## Description
Les mâles mesurent de 10,16 à 10,56 mm et les femelles de 10,61 à 11,24 mm.
Le mâle décrit par Cokendolpher et Reddell en 1992 mesure 8,14 mm.

## Publication originale
- Rowland, 1971 : Agastoschizomus lucifer, a new genus and species of cavernicole schizontid (Arachnida, Schizomida) from Mexico. Bulletin of the Association for Mexican Cave Studies, no 4, p. 13-17.